# Boulevard des Galeries-d'Anjou
Le boulevard des Galeries-d'Anjou est une voie de Montréal.

## Situation et accès
Artère principale de l'arrondissement Anjou, ce boulevard est long de 4,1 kilomètres et débute où se rejoignent les rues Radisson et Des Groseillers aux limites de l'arrondissement Mercier-Hochelaga-Maisonneuve et se poursuit vers le nord jusqu'à la Promenade des Riverains au nord de la rue Bombardier.

## Origine du nom
Le boulevard des Galeries-d'Anjou est nommé en l'honneur du Centre commercial Les Galeries d'Anjou situé à l'intersection de ce boulevard et de l'autoroute 40.

## Historique
Ce boulevard portait le nom de boulevard Radisson avant la construction du Centre commercial Les Galeries d'Anjou.